# За Державність
«За Державність» — збірники Українського воєнно-історичного товариства (у 1925 році у назві замінено компонент «військово-» на «воєнно-»), що було створене у середовищі інтернованої Армії УНР і діяло протягом 1920–1939 років у Польщі. У збірниках публікувались матеріали, присвячені подіям Української революції 1917–1921 і першим Визвольним змаганням у цілому, які містять спогади учасників тих подій. З 1938 року головним редактором видання був полковник Армії УНР Михайло Садовський. Видання Українського воєнно-історичного товариства та Українського воєнно-історичного інституту.